# 11359 Piteglio
11359 Piteglio è un asteroide della fascia principale. Scoperto nel 1998, presenta un'orbita caratterizzata da un semiasse maggiore pari a 2,5311823 UA e da un'eccentricità di 0,1978066, inclinata di 12,25187° rispetto all'eclittica.
L'asteroide è dedicato all'omonima località italiana.